# Mali ai Giochi della XXXII Olimpiade
Il Mali ha partecipato ai Giochi della XXXII Olimpiade, che si sono svolti a Tokyo, Giappone, dal 23 luglio all'8 agosto 2021 (inizialmente previsti dal 24 luglio al 9 agosto 2020 ma posticipati per la pandemia di COVID-19) con quattro atleti, tre uomini e una donna.
Si è trattato della quattordicesima partecipazione di questo paese ai Giochi estivi.

## Delegazione
| Sport            | Uomini | Donne | Totale |
| ---------------- | ------ | ----- | ------ |
| Atletica leggera | 1      | 1     | 2      |
| Nuoto            | 1      | 0     | 1      |
| Taekwondo        | 1      | 0     | 1      |
| Totale           | 3      | 1     | 4      |

## Risultati

### Atletica leggera
| Q | Qualificato al turno successivo per la posizione in qualificazione                                                           |
| q | Qualificato per il turno successivo per ripescaggio o, negli eventi su campo, conquistando la misura minima per qualificarsi |

Maschile
Eventi su pista e strada
| Atleta       | Evento      | Batteria  | Batteria  | Semifinale      | Semifinale      | Finale          | Finale          |
| Atleta       | Evento      | Risultato | Posizione | Risultato       | Posizione       | Risultato       | Posizione       |
| ------------ | ----------- | --------- | --------- | --------------- | --------------- | --------------- | --------------- |
| Fodé Sissoko | 200 m piani | 21''00    | 5°        | non qualificato | non qualificato | non qualificato | non qualificato |

Femminile
Eventi su pista e strada
| Atleta         | Evento      | Batterie preliminari | Batterie preliminari | Batteria        | Batteria        | Semifinale      | Semifinale      | Finale          | Finale          |
| Atleta         | Evento      | Risultato            | Posizione            | Risultato       | Posizione       | Risultato       | Posizione       | Risultato       | Posizione       |
| -------------- | ----------- | -------------------- | -------------------- | --------------- | --------------- | --------------- | --------------- | --------------- | --------------- |
| Djénébou Danté | 100 m piani | 12.12                | 4ª                   | non qualificata | non qualificata | non qualificata | non qualificata | non qualificata | non qualificata |

### Nuoto
| Atleta          | Gara                    | Batterie | Batterie | Semifinali      | Semifinali      | Finale          | Finale          |
| Atleta          | Gara                    | Tempo    | Pos.     | Tempo           | Pos.            | Tempo           | Pos.            |
| --------------- | ----------------------- | -------- | -------- | --------------- | --------------- | --------------- | --------------- |
| Sebastien Kouma | 100 metri rana maschili | 1'56''27 | 39°      | non qualificato | non qualificato | non qualificato | non qualificato |

### Taekwondo
| Atleta        | Evento         | Ottavi                      | Quarti               | Semifinale           | Ripescaggio Turno 1    | Ripescaggio Turno 2  | Finale               | Classifica      |
| Atleta        | Evento         | Avversario Risultato        | Avversario Risultato | Avversario Risultato | Avversario Risultato   | Avversario Risultato | Avversario Risultato | Classifica      |
| ------------- | -------------- | --------------------------- | -------------------- | -------------------- | ---------------------- | -------------------- | -------------------- | --------------- |
| Seydou Fofana | 68 kg maschile | U. Rashitov (UZB) P (17-38) | non qualificato      | non qualificato      | Lee D-h (KOR) P (9-11) | non qualificato      | non qualificato      | non qualificato |